# 1928 na ciência

## Eventos
- Alexander Fleming descobre a penicilina.[1]
- Os tumores do útero e da vagina são detectados pelo primeira vez graças a um teste criado pelo médico Georgios Papanikolaou.[2]
- Frederick Griffith descobre que o material hereditário de uma bactéria morta pode ser incorporado em uma bactéria via (ver experimento Griffith)
- Paul Dirac: Equação de Dirac (mecânica quântica)

## Nascimentos
| Data            | Nome                        | Profissão                                         | Nacionalidade                  | Observações | Ref                                                    |
| --------------- | --------------------------- | ------------------------------------------------- | ------------------------------ | --- | ------------------------------------------------------ |
| 14 de janeiro   | Hans Kornberg               | biólogo                                           | Reino Unido                    | |                                                        |
| 21 de janeiro   | Martin Kneser               | matemático                                        | Alemanha                       | m. 2004 |                                                        |
| 12 de fevereiro | Leslie Earl Robertson       | engenheiro estrutural                             | Estados Unidos                 | Medalha de Ouro do IStructE 2004 Medalha John Fritz 2012 | [ 3 ] [ 4 ]                                            |
| 26 de fevereiro | Anatoli Filipchenko         | cosmonauta                                        | União Soviética                | |                                                        |
| 1 de março      | Daniel Serrão               | médico                                            | Portugal                       | |                                                        |
| 1 de março      | Seymour Papert              | matemático                                        | África do Sul / Estados Unidos | |                                                        |
| 13 de março     | Paulo Ribenboim             | matemático                                        | Brasil                         | |                                                        |
| 14 de março     | Frank Borman                | astronauta                                        | Estados Unidos                 | |                                                        |
| 18 de março     | Lennart Carleson            | matemático                                        | Suécia                         | Prémio Abel 2006 Medalha de Ouro Lomonossov 2002 Medalha Sylvester 2003 Prémio Leroy P. Steele 1984 Prémio Wolf de Matemática 1992                                                                                              | [ 5 ] [ 6 ] [ 7 ] [ 8 ]                                |
| 19 de Março     | Hans Küng                   | teólogo                                           | Suíça                          | |                                                        |
| 28 de abril     | Eugene Shoemaker            | geólogo e astrônomo                               | Estados Unidos                 | m. 1997 Prémio G. K. Gilbert 1983 Prémio Barringer 1984 Prémio Gerard P. Kuiper 1984 Medalha Leonard 1985 Medalha Rittenhouse 1988 Medalha Nacional de Ciências 1992 Medalha William Bowie 1996 Medalha James Craig Watson 1998 | [ 9 ] [ 10 ] [ 11 ] [ 12 ] [ 13 ] [ 14 ] [ 15 ] [ 16 ] |
| 3 de maio       | Jacques-Louis Lions         | matemático                                        | Terceira República Francesa    | m. 2001 |                                                        |
| 22 de maio      | Robert Frosch               | físico                                            | Estados Unidos                 | |                                                        |
| 27 de maio      | José Goldemberg             | professor, físico e político                      | Brasil                         | |                                                        |
| 1 de junho      | Georgi Dobrovolski          | cosmonauta                                        | União Soviética                | m. 1971 |                                                        |
| 6 de junho      | Eduardo Krieger             | médico e fisiologista                             | Brasil                         | |                                                        |
| 13 de junho     | John Forbes Nash            | matemático                                        | Estados Unidos                 | Nobel de Economia 1994 Prémio Leroy P. Steele 1999 | [ 17 ] [ 18 ]                                          |
| 25 de junho     | Alexei Alexeevich Abrikosov | físico                                            | União Soviética                | Nobel da Física 2003 | [ 19 ]                                                 |
| 5 de julho      | Juris Hartmanis             | cientista de computação                           | Estados Unidos                 | Prémio Turing 1993 | [ 20 ]                                                 |
| 6 de julho      | Bernard Malgrange           | matemático                                        | Terceira República Francesa    | |                                                        |
| 12 de julho     | Elias James Corey           | químico                                           | Estados Unidos                 | Nobel da Química 1990 | [ 21 ]                                                 |
| 28 de julho     | John Stewart Bell           | físico                                            | Reino Unido                    | m. 1990 Medalha Hughes 1989 | [ 22 ]                                                 |
| 25 de agosto    | Herbert Kroemer             | físico                                            | Alemanha                       | Nobel da Física 2000 Medallha de Honra IEEE 2002 | [ 19 ] [ 23 ]                                          |
| 25 de outubro   | Peter Naur                  | cientista de computação                           | Dinamarca                      | |                                                        |
| 9 de novembro   | Dalberto Teixeira Pombo     | naturalista, investigador e divulgador da ciência | Portugal                       | m. 2007 |                                                        |
| 7 de dezembro   | Noam Chomsky                | linguista e cientista político                    | Estados Unidos                 | |                                                        |
| ??              | Jean E. Sammet              | cientista de computação                           | Estados Unidos                 | |                                                        |

## Mortes
| Data           | Nome                         | Profissão                | Nacionalidade                         | Observações | Ref                                                                   |
| -------------- | ---------------------------- | ------------------------ | ------------------------------------- | --- | --------------------------------------------------------------------- |
| 4 de fevereiro | Hendrik Lorentz              | físico                   | Países Baixos                         | n. 1853 Nobel da Física 1902 Medalha Rumford 1908 Medalha Copley 1918 | [ 19 ] [ 24 ] [ 25 ]                                                  |
| 4 de março     | Aubrey Strahan               | geólogo                  | Reino Unido da Grã-Bretanha e Irlanda | n. 1852 Medalha Wollaston 1919 | [ 26 ] [ 27 ]                                                         |
| 19 de março    | Emil Wiechert                | físico e sismólogo       | Alemanha                              | n. 1861 |                                                                       |
| 2 de abril     | Theodore William Richards    | químico                  | Estados Unidos                        | n. 1868 Medalha Davy 1910 Prémio Faraday 1911 Prémio Willard Gibbs 1912 Nobel de Química 1914 Presidente da American Chemical Society 1914 Medalha Franklin 1916 Presidente da American Association for the Advancement of Science 1917 Presidente da American Academy of Arts and Sciences 1919/1921 Medalha Le Blanc 1922 Medalha Lavoisier (SCF) 1922 | [ 28 ] [ 29 ] [ 30 ] [ 21 ] [ 31 ] [ 32 ] [ 31 ] [ 31 ] [ 33 ] [ 34 ] |
| 6 de abril     | Karl Wilhelm von Dalla Torre | naturalista e entomólogo | Áustria                               | n. 1850 |                                                                       |
| 30 de abril    | William Leon Dawson          | ornintólogo e escritor   | Estados Unidos                        | n. 1873 |                                                                       |
| 13 de maio     | Charles Edouard Guillaume    | físico                   | Suíça                                 | n. 1861 Nobel da Física 1920 | [ 19 ]                                                                |
| 27 de maio     | Arthur Moritz Schönflies     | matemático               | Alemanha                              | n. 1853 |                                                                       |
| 30 de maio     | John Horne                   | geólogo                  | Reino Unido da Grã-Bretanha e Irlanda | n. 1848 Medalha Murchison 1899 Medalha Wollaston 1921 | [ 35 ] [ 36 ] [ 27 ]                                                  |
| 2 de junho     | Otto Nordenskjöld            | geólogo                  | Suécia                                | n. 1869 |                                                                       |
| 6 de junho     | Luigi Bianchi                | matemático               | Itália                                | n. 1856 |                                                                       |
| 30 de agosto   | Wilhelm Wien                 | físico                   | Alemanha                              | n. 1864 Nobel da Física 1911 | [ 19 ]                                                                |
| 7 de dezembro  | James Whitbread Lee Glaisher | matemático               | Reino Unido da Grã-Bretanha e Irlanda | n. 1848 Medalha De Morgan 1908 Medalha Sylvester 1913 | [ 37 ] [ 7 ]                                                          |
| 18 de dezembro | Jean Dybowski                | agrónomo                 | França                                | n. 1856 |                                                                       |
| ??             | Manoel Amoroso Costa         | matemático               | Brasil                                | n. 1885 |                                                                       |
| ??             | Grigory Rossolimo            | neurologista             | União Soviética                       | n. 1860 |                                                                       |

## Prémios

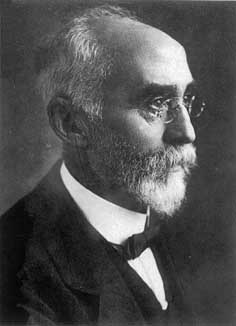
Hendrik Lorentz (1853-1928)

Medalha Alexander Agassiz
- Vagn Walfrid Ekman[38]

Medalha Bruce
- Walter S. Adams[39]

Medalha Clarke
- Ernest Clayton Andrews[40]

Medalha Copley
- Charles Algernon Parsons[25]

Medalha Daniel Giraud Elliot
- Ernest Thompson Seton[41]

Medalha Darwin
- Leonard Cockayne[42]

Medalha Davy
- Frederick George Donnan[28]

Medalha Edison IEEE
- Frank B. Jewett[43]

Medalha Elliott Cresson
- Gustaf W. Elmen[44]

Medalha Flavelle
- Arthur Philemon Coleman[45]

Medalha Franklin
- Charles Francis Brush[46] e Walther Nernst[46]

Medalha Guy de prata
- Ethel Newbold[47]

Medalha Histórica J.B. Tyrrell
- Thomas Chapais[48]

Medalha de Honra IEEE
- Jonathan Zenneck[23]

Medalha Howard N. Potts
- Eugene C. Sullivan,[49] William C. Taylor[49] e Oscar G. Thurow[49]

Medalha Hughes
- Maurice de Broglie[22]

Medalha John Fritz
- John Joseph Carty[4]

Medalha Lyell
- Sidney Hugh Reynolds[50]

Medalha Mary Clark Thompson
- James P. Smith[51]

Medalha Matteucci
- Chandrasekhara Venkata Raman[52]

Medalha Murchison
- Jakob Johannes Sederholm[36]

Medalha de Ouro da Royal Astronomical Society
- Ralph Allen Sampson[53]

Medalha Penrose
- Jakob Johannes Sederholm[54]

Medalha Real
- Astrofísica - Arthur Stanley Eddington[55]
- Paleontologia - Robert Broom[55]

Medalha Rumford
- Friedrich Paschen[24]

Medalha Samuel Finley Breese Morse
- George Hubert Wilkins[56]

Medalha Sylvester
- William Henry Young[7]

Medalha Wollaston
- Dukinfield Henry Scott[27]

Prêmio Memorial Bôcher
- James W. Alexander[57]

Prémio Cole Álgebra
- Leonard E. Dickson[58]

Prémio Nobel
- Física - Owen Willans Richardson[19]
- Química - Adolf Otto Reinhold Windaus[21]
- Medicina - Charles Nicolle[59]

Prémio Rumford
- Edward Leamington Nichols[60]

Prêmio Willard Gibbs
- William Draper Harkins[61]